# Takemasa Okuyama
Takemasa Okuyama (Hachijō-jima, Prefectura de Tòquio, 1944) és el president de l'Associació Internacional de Karate del Canadà. Començà a entrenà karate als 7 anys. En línia amb la tradició familiar, va practicar el sumo i el judo. A l'edat de 13 anys va començar a aprendre karate de mestre Kinjo a la prefectura d'Okinawa. El 1960, va començar a estudiar a la Universitat de Takushoku al Japó. Va estudiar ciències polítiques i el comerç exterior, regular la formació de mestres de karate amb Tabata, Hamanaka, Ozawa i Tsuyama. El 1966, va arribar als EUA per continuar els seus estudis i formació durant tres anys sota la instrucció del mestre Takayuki Kubota. El 1970, es va traslladar al Canadà, on és una persona influent en el gosoku ryu i en shotokan. En el mateix any va obtenir el tercer lloc en kumite en la 5a Anual de les Estrelles del torneig.